# 이후 (소설가)
이후(李後, 1982년~)는 대한민국의 소설가이자 시인이며, 산업공학을 전공한 공학박사이다. 다수 시집을 집필한 시인 김경의 아들이다.

## 생애
경기도 성남에서 태어나 산업공학 전공으로 박사학위를 취득했다.
2002년에는 해병대 병927기로 입대하여 현역으로 군 복무를 마쳤으며, 5살 때부터 태권도, 검도, 유도, 킥복싱, 권투, 레슬링, 주짓수, 러시아 삼보, 경호무술, 합기도를 수련한 이력을 바탕으로
WTF 태권도 지도자, ITF 태권도 지도자, 러시아 삼보 지도자, 종합격투기 지도자 교육을 수료했다.
제1회 ITF 태권도 광주 OPEN 대회를 끝으로 무도인으로의 활동이 묘연했으나
최근에 종합격투기 심판으로 활동하면서 문학인이자, 무도인, 래퍼, 유튜버으로의 삶을 동시에 이어가고 있는 것으로 확인되었다.

## 심판 활동
- 2010년 러시아 삼보 국가대표 선발전 심판
- 2011년 러시아 삼보 국가대표 선발전 심판
- 2012년 러시아 삼보 국가대표 선발전 심판
- 2013년 러시아 삼보 국가대표 선발전 심판
- 2014년 러시아 삼보 국가대표 선발전 심판
- 2014년 세계 청소년 삼보 선수권 대회 심판
- 2015년 러시아 삼보 국가대표 선발전 심판

## 저서
- 소설 '연(戀)'
- 시집 '어느 날 문득'
- 시집 '환상'
- 시집 '별이 빛나는 밤에'
- 시집 '처음처럼'
- 시집 'Fantasy' [16]
- 소설 '데자뷔'
- 소설 '소나기'
- 산업공학 서적 'SAP ERP Super User 육성을 위한 유지보수 매뉴얼'
- 산업공학 서적 'SAP ERP 실시간 재고 관리를 위한 백로그 개선 프로젝트'
- 산업공학 서적 '실전 생산 Capacity 분석 및 생산 전략 수립'
- 산업공학 서적 '주 52시간 근무제 준수를 위한 생산 Capa' 향상 방안'
- 산업공학 서적 '품질기획 실무'
- 산업공학 서적 'LEAN 혁신 개선 사례 Basic'
- 산업공학 서적 'SAP ERP ABAP 프로그램 오류 개선 사례'
- 산업공학 서적 '재고 관리 향상을 위한 MRP 개선 관리'

## 디스코그라피
Cash Only EP	2023.07.18
빙글빙글 코끼리 춤 (With Stella) EP 2025.05.12 [17]